# پیشینه نام نیشابور

نیشابور، نامی است آشنا در تاریخ فرهنگ و تمدن ایران؛ در نگاره بالا کتاب‌هایی در زمینه تاریخ نیشابور، نبشته نیشابور، شکوه تمدن ایران‌زمین (برند رسمی این شهر) را در میان گرفته‌اند.

پیشینه نام نیشابور یا جای‌نام‌شناخت نیشابور؛ به بررسی سرگذشت و چگونگی نام‌گذاری، و همچنین واکاوی درونمایهٔ نام‌های نهاده شده بر جغرافیای نیشابور می‌پردازد. جای‌نام‌شناسی، شاخه‌ای است که به شناخت نام‌های جغرافیایی (یا جای‌نام‌ها یا توپونیم‌ها Toponyms) ویژه گردیده‌است. جای‌نام‌ها در بر گیرندهٔ بن‌مایه‌هایی از تاریخ، جغرافیا، اساطیر و فرهنگ هر ملت بوده و همچون بناهای تاریخی و اشیاء موزه‌ای، به مثابهٔ بخش مهمی از میراث فرهنگی؛ سند هویت و شناسنامهٔ هر سرزمین و باشندگان آن به‌شمار می‌آیند. به عبارتی؛ یک نام، هم شاخص و هم معیار شناخت است و هم واقعیت‌های تاریخی، اجتماعی و فرهنگی سخن می‌گوید. از همین روی؛ بررسی و واکاوی پیشینه نام‌های نیشابور، کاری بایسته و ارجمند در راستای شناخت پیشینه تاریخی و فرهنگی و ویژگی‌های اقلیمی این دیار، به‌شمار می‌آید. شماری از نام‌ها و لقب‌ها (نام‌های توصیفی)؛ همراه با دگرگونی‌هایی چند؛ مانداک و کارنامهٔ تاریخی کهن و آکنده از فراز و نشیب‌های فراوان و تحولات سیاسی، فرهنگی و اجتماعیِ چندان این بوم در گذر دوران‌هاست؛ نام‌هایی همچون دژ سنگی، رئونت، ابرشهر، نیشاپور، شادیاخ و … و لقب‌هایی همچون دهلیز مشرق، شهر فیروزه، ام‌البلاد، دارالعلم، مدینةالرضا و … که درونمایهٔ این نوشتار قرار گرفته‌اند.

## نام‌شناخت نیشابور
در نگاهی کلی؛ حوزهٔ نام‌شناخت (پیشینه نامِ) نیشابور را در دو زمینهٔ عمدهٔ تاریخی (دربرگیرنده نام‌هایِ دژ سنگی، رئونت، ابرشهر، نیشاپور و شادیاخ) و آیینی (دربرگیرنده نام‌هایِ رئونت و مدینةالرضا) می‌توان دسته‌بندی نمود. هر چند باید در نظر داشت که لقب‌هایی همچون دهلیز مشرق، شهر فیروزه، ام‌البلاد، دارالعلم، شهر دروازه‌های خورشید و … به زمینه‌مایه‌هایی از قبیلِ موقعیت جغرافیایی، ویژگی‌های اقلیمی و پایهٔ تمدنی، ساخت شهری (معماری) و … اشاره می‌نمایند. این دست لقب‌ها (نام‌های توصیفیِ) منتسب به نیشابور، درونمایهٔ بخش پایانی است.

### نام‌های تاریخی
جای‌نام‌ها، آینه و گنجینه گذشته و در بر گیرندهٔ اطلاعات ارزشمند تاریخی می‌باشند. تحولات سیاسی و اجتماعی، در جای‌نام‌ها تأثیر می‌گذارند: برخی در این فرایند، کاربرد خود را از دست می‌دهند؛ برخی دیگر، افزوده می‌شوند؛ همچنین، برخی با نام‌های نوی دیگری جایگزین می‌شوند. نیشابور، با کارنامه تاریخی دیرین و آکنده از فراز و نشیب‌های بسیار (چونانکه در برخی گزارش‌ها از این بوم، با عنوان ققنوس تاریخ یاد می‌شود)، یکی از آن دست کهن‌بوم-شهرهای ایرانی است که هموراه در جایگاه یکی از کانون‌های تحولات سیاسی، فرهنگی و اجتماعی بوده‌است. این همارگی پاینده در دل تاریخ؛ جایگزینی‌ها و دگرگونی‌هایی را در نام این دیار، به همراه داشته‌است. در جدول زیر، نمایی از نام‌هایی که در درازی تاریخ، بر این دیار نهاده شده می‌آید و در دنباله، به گزارش و بازشناسی هر نام، پرداخته می‌شود.
| نام     | درونمایه نام                                                                      | بنیانگذار            | دوران                                |
| ------- | --------------------------------------------------------------------------------- | -------------------- | ------------------------------------ |
| دژ سنگی | قلعه‌ای که بر سنگ، استوار گردیده                                                   | انوش پور شیث پور آدم | اساطیری                              |
| رئونت   | به معنی دارندهٔ شکوه و جلال و فروغ؛ و مورد ستایش در کتاب اوستا                     | -                    | مزدیسنایی                            |
| ابرشهر  | ۱. مأخوذ از نام اپرنی‌ها از تیره پارت‌ها؛ ۲. شهر یا ایالت بالای هخامنشیان و سلوکیان | -                    | پیش از اسلام تا سده‌های نخستین اسلامی |
| نیشابور | به معنی شهر خوب یا کار خوب شاپور                                                  | شاپور اردشیران       | ساسانی تا امروز                      |
| شادیاخ  | -                                                                                 | عبدالله بن طاهر      | سده هفتم و هشتم هجری قمری            |

#### دژ سنگی

بازگویی روایت اساطیری بنیان نیشابور نخستین به دست انوش فرزند شیث فرزند آدم بنیانگذار نیشابور در بریده‌ای از نسخه خطی کتاب تاریخ نیشابور الحاکم

دِژِ سَنْگی [Dež-e Sangi]، نام نیشابورِ نخستین و کهندژ (قهندز) باستانی این شهر در دوران اساطیری؛ است که آن را به عربی، قلعهٔ حجریه گویند. چنان‌که در تاریخ نیشابور حاکم آمده‌است کهندژِ نیشابورِ نخستین، به دست انوش پور شیث پور آدم بر روی سنگ بزرگ سفید مدوّر و املس، بنیان نهاده شد و آن را دژ سنگی نامیدند. این قلعه کهن یا کُهن‌دژ در دوران شخصیت‌های اساطیری دیگر همچون ذوالایکه، افراسیاب، ایرج پور فریدون و منوچهر، بازسازی گردید یا بر گسترده، استحکامات و امکانات آن افزوده شد. بر پایهٔ نوشتار حمدالله مستوفی؛ تهمورثِ دیوبند را در شمار بنیانگذاران نیشابورِ نخستین باز می‌شناسیم: او سومین فرمانروای پیشدادی است که پس از هوشنگ، سی سال پادشاهی کرد؛ آهن، از سنگ برآورد؛ جشن سده را برپای ساخت؛ و سنگ بنای نیشابور را نهاد.

#### رئونت

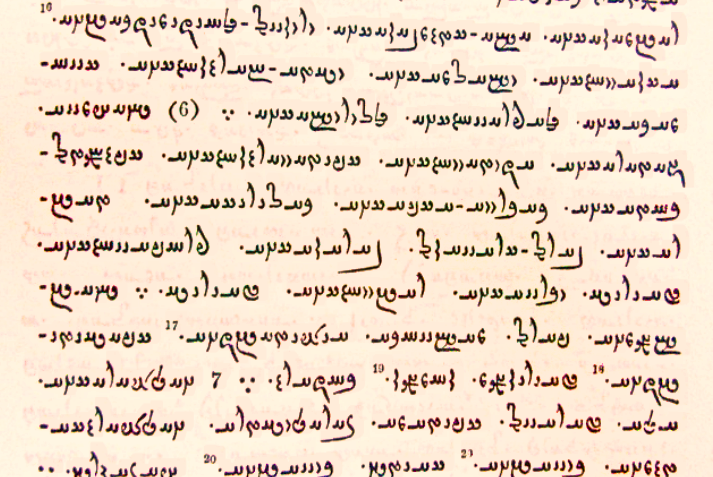
پاره ششم از بخش زامیادیشت دفتر یشت‌ها از کتاب اوستا که در آن از کوه رئونت (ریوند) نام برده شده‌است.

رَئِوَنْت [Raēvant]؛ نام مزدیسنایی بوم نیشابور؛ نام این دیار در اوستا (کهن‌ترین دفتر ایرانی) و قدیم‌ترین نام تاریخی است که بر قلمرو جغرافیایی نیشابور، اطلاق شده‌است. رئونت، به معنای دارنده جلال و شکوه و فروغ است و در زبان پهلوی به رِیْوَنْد، دگرگون گردیده. این نام، در درازنای تاریخ، بر کالبدِ کوه، منطقه و شهر و دریاچه‌ای در گسترهٔ جغرافیای نیشابور، و به عنوان یکی از نواحی نیشابور، تا امروز، پایدار است. بُرزین‌مِهر (آتشگاه کشاورزان و برزیگران، و یکی از سه آتشکده بزرگ ایران باستان) و کان پیروزه (معدن فیروزه)؛ از شناسه‌های تاریخی، جغرافیایی و فرهنگی بوم ریوند (نیشابور) می‌باشند. ریوند (رئونت)، جای‌نام شناسا در جغرافیای تاریخی نیشابور، پیش از نام ابرشهر است.

#### ابرشهر
اَبَرشَهْر [Abaršahr]؛ نام باستانی نیشابور و نام قدیم خراسان کنونی ایران یا ایالت نیشابور؛ دو دیدگاه عمده دربارهٔ این نام، مطرح گردیده‌است؛ نخست اینکه: اَبَر (بخش نخست این نام) به معنی بالا، بالای و بَر است؛ بنابراین، ابرشهر به معنای شهر بالا است؛ و اپرشهر یا ابرشهر، ریشه گرفته از نامی کهن، به مفهوم شهر بالای هخامنشیان یا شهربانی بالای سلوکیان می‌باشد و ابرشهر به عنوان سرزمین علیا (=بالا)، در ارتباط با کومش (یا قومس؛ دامغان فعلی) به مثابه سرزمین سفلی (=پایین) تلقی می‌شود. و دیدگاه دیگر اینکه: حضور و فعالیت عشایر اپرنی از اقوام داهه –بنیان‌گذاران حکومت اشکانی- در این ناحیه، باعث شده تا ابرشهر، مأخوذ از نام ایشان و در اصل اپرنک‌شهر دانسته شود. در دوران پیش از اسلام، به ویژه در دوره ساسانی؛ فرمانروای ابرشهر، لقب اختصاصی کنارنگ داشته‌است. نام ابرشهر، در متون پهلوی، با دریاچه سوور که بُرزین‌مهر در نزدیکی آن قرار داشته، پیوند خورده‌است. نام ابرشهر در سده‌های نخستین هجری، در کنار نام نیشابور حضور داشت و در سده‌های چهارم و پنجم هجری است که نام نیشابور، یکسره به جای نام ابرشهر نشست.

#### نیشاپور

بریده‌ای از نسک نامه شهرستان‌های ایران؛ در بند پانزدهم این متن پهلوی، بنیان نیشابور به دستور شاپور اردشیران چنین بازگو شده‌است: شهرستان نیشاپور را شاپور، پسر اردشیر، ساخت. در آن زمان که پهلیزگ تورانی را کشت، در همان‌جا فرمود شهرستانی بسازند.

نیشاپور و دیگر گونه‌های نوشتاری و گفتاری همتا یا همگون با آن، از دوره ساسانی به بعد، بر این شهر و بوم اطلاق گردیده و با دگرگونی‌هایی، تا امروز نیز پایدار و کاربردی است. در نگاهی کلی؛ فرایند دگرگونی این نام را بدین‌گونه: نیوشاهپوهر ← نیوشاپور ← نیشاپور ← نیشابور ← نشابور می‌توان نشان داد. در دنباله، گونه‌های رایج این نام، که البته تا اندازه‌ای، نشان‌گر فرایند دگرگونی این نام نیز هست، می‌آید.

##### نیوشاپوهر
نیوْ شاپوهر [nēw-šāpuhr]؛ نام نیشابور در دوره ساسانی و پس از آن؛ که با دگرگونی‌هایی، نام رسمی این شهر و بوم در دوران معاصر نیز هست. بر پایه متن پهلوی شهرستان‌های ایران‌شهر شاپور ادرشیران پس از پیروزی بر پهلیزک تور، فرمانروای تورانی، به همان‌جا دستور داد که شهر نیشابور را بسازند. نیوشاهپور که به معنی شهر زیبای شاپور یا شاپور خوب است؛ در کنار دژ قدیم این دیار، بنا نهاده شد و به آن متصل گردید. نیشاپور [Nišāpur] (نیوه‌شاهپور یا نیوشاپورِ) ساسانی؛ در دوره ساسانی، مرکز و کرسی ایالت ابرشهر (بخش غربی خراسان بزرگ) بود و فرمانروای آن، لقب کنارنگ داشت.

##### نیشابور

نام نیشابور به گونه رسمی آن در بریده‌ای از سفرنامه خراسان، نوشته ناصرالدین‌شاه قاجار به سال ۱۳۰۰؛ که با خط میرزا محمدرضا کلهر، در سال ۱۳۰۶ قمری به شیوه چاپ سنگی منتشر گردیده‌است.

نِیْشابور [Neyšābur]؛ نام رسمی و معاصر این شهر و شهرستان؛ از دیدگاهی کلی، دگرگون‌شده نیوه‌شاهپوهر و نیوشاپور می‌باشد و منابع گوناگون، هر یک به گونه‌ای به ابعاد و سطوح این دگرگونی اشاره نموده‌اند. این نام، بر پایهٔ شیوه‌نامهٔ آوانگاری کلی نام‌های جغرافیایی ایران سازمان نقشه‌برداری کشور؛ به گونهٔ [Neyšābur] آوانویسی شده و گونهٔ نوشتاری صحیح آن در زبان انگلیسی، Neyshabur می‌باشد.

##### نشابور

بریده‌ای از شاهنامه فردوسی به خط تعلیق خطاط خلیل‌الله هفت‌قلمی به سال ۱۱۳۲ قمری (۱۰۹۸ شمسی)؛ در این بریده، که شادمانگی پیروزی کیکاوس بر افراسیاب را بازگو می‌نماید نام نیشابور به گونهٔ نشابور یا نشاپور آمده‌است.

نشابور [Nəšābur]، گونهٔ دگرگون و کوتاه شدهٔ نام نیشابور که در گفتگوهای روزمرهٔ مردم، متون فارسی قدیم و همچنین نبشته‌های ادبی و شعر کاربرد یافته‌است. یاقوت حموی (قرن هفتم هجری) یادآور شده‌است که مردم، این شهر را نَشاوُور می‌نامند.فریدون گرایلی، تاریخ‌نگار معاصر، به نقل از زینت‌المجالس مجدالدین محمد حسینی، گونه‌های دیگری از این نام، همچون نشاور، نشابور را ثبت کرده‌است. در متون ادبی کهن فارسی، کاربرد گونه نشابور، بسیار رایج است چنان‌که در حکایت‌های کتاب معروف اسرارالتوحید این‌گونه است. حکیم ابوالقاسم فردوسی از گذر کیخسرو کیانی از نشابور، چنین خبر می‌دهد:
| از آن سو به راه نشابور، شاه   |  | بیاورد پیلان و گنج و سپاه   |
| به شهر اندرون هر که درویش بود |  | و گر سازش از کوشش خویش بود  |
| درم داد مر هر یکی را ز گنج    |  | پراگنده شد بدره پنجاه و پنج |

و فتوحی بلخی، همروزگار انوری ابیوردی، در چامه‌ای چهار شهر عمده خراسان (بلخ و مرو و نیشابور و هرات) را توصیف نموده، و دربارهٔ نیشابور سروده‌است:
| حبذا شهر نشابور که در روی زمین |  | گر بهشت است همان است و گرنه خود نیست |

گونه نشابور هنوز هم در زبان نیشابوریان و بیان باشندگان نیشابور امروز، رایج است و آوانوشت آن [Nəšābur] می‌باشد. گفتنی است: واکه (حرف صدادارِ) ə در آوانوشت واژه نشابور [Nəšābur]، واکه‌ای میانجی است که در زبان فارسی معیار امروز، کاربرد ندارد. :گونه نشابور، در چامه‌ها و نبشته‌های ادبی امروزه نیز رایج است.
| صبح نشابور، صبح شادی و مستی است |  | صبح نشابور، صبح باده‌پرستی است |
| بیش، چه گفتن توان ز صبح نشابور  |  | صبح نشابور، صبح خلقت هستی است |

میرجلال‌الدین کزازی در توصیف پگاهان نیشابور
| از نشابور بر موجی از «لا» گذشتی |  | ای که امواج طوفان تو را می‌شناسند |
| کاش من هم عبور تو را دیده بودم  |  | کوچه‌های خراسان، تو را می‌شناسند   |

قیصر امین‌پور در توصیف حضور علی بن موسی الرضا در نیشابور و بیان حدیث سلسلةالذهب

##### نیسابور

گونه عربی نام نیسابور در بریده‌ای از کتاب الملل و النحل تألیف شهرستانی که در آن از آتشکده‌های نیشابور، نسا و خوارزم نام برده شده که در زمان زرتشت و گشتاسب برپای گردیدند.

نَیْسَابور [Naysabur]، نام نیشابور در زبان عربی و متون دوره اسلامی است. این شهر، با پای گذاشتن به سده‌های هجری؛ به یکی از مهم‌ترین شهرهای اسلامی، بزرگ‌ترین مراکز علمی جهان و برجسته‌ترین پایگاه‌های فرهنگی عصر تبدیل شد؛ به گونه‌ای که نقش این شهر در عرصه فرهنگ و دانش را برجسته‌ترین نقش آن در تاریخ ایران دانسته‌اند. از این روی؛ نیشاپور دوره اسلامی که در زبان و متون عربی، نَیْسَابور نامیده شده مقصد مهاجرت مردمان و پایگاه جویندگان دانش از سر تا سر سرزمین‌های اسلامی آن روزگار گردید و دانشمندانی از اقصای عالم اسلامی، از اندلس تا مرز چین، به نیشابور آمده و درین شهر، تحصیل، تدریس یا اقامت داشته‌اند و به همین جهت، نام شمار بسیاری از دانشمندان اسلامی برخاسته یا باشنده در نیشابور (که حتی زادگاه و نسب آن‌ها نیشابوری نیست) با پسوند النیسابوری (نیسابوری = منسوب به نیشابور) همراه است.

##### Nishapur

گونه انگلیسی نام Nishapur در بریده‌ای از دانشنامه آمریکانا. در این دانشنامه؛ Neyshapur و Nishabur و Neyshabur به عنوان گونه‌های نوشتاری دیگر این نام، آمده‌است.

نْیْشاپُور [Nišāpur]؛ نام رایج نیشابور در متون انگلیسی‌زبان است. بررسی منابع انگلیسی‌زبان (به عنوان زبان بین‌المللی) گویای این یافته‌است که در این حوزه زبانی، نوشتار واژه نیشابور به گونهٔ نْیْشاپُور (Nishāpur؛ یعنی با حفظ همخوان (حرف بی‌صدای) «پ» (P)؛ به گونه پارسی این واژه) گرایش یافته‌است. به هر روی؛ در دانشنامه‌های معتبر و معروف انگلیسی‌زبان همچون Britanica, Americana و Iranica، گونهٔ نوشتاری انگلیسی شدهٔ Neyshabur نیز پذیرفته شده؛ اما «بریتانیکا»، از گونه Nishapur به Neyshabur ارجاع داده‌است؛ «امریکانا»، گونه Neyshabur را به عنوان یکی از گونه‌های نگارش Nishapur پذیرفته؛ و «ایرانیکا» نیز، تنها Nishapur را پذیرفته‌است. گونه نوشتاری Nishapur، در تقریباً تمامی کتاب‌های انگلیسی‌زبان منتشر شده دربارهٔ نیشابور، خودنمایی می‌کند.

#### شادیاخ
شادیاخ [Šādyāx]؛ نام قدیم شهر نیشابور و در اصل، محله‌ای در شهر نیشابور قدیم، بنا نهاده شده به دست عبدالله بن طاهر (دوران طاهریان)، که دارالحکومه نیشابور در آن واقع بود و این محل سرانجام به دست مغولان، ویران گردید. شادیاخ، در منابعی همچون فرهنگ جهانگیری، برهان قاطع، فرهنگ سروری، انجمن‌آری ناصری و … به عنوان نام نیشابور، یاد شده‌است. یاقوت حموی در معجم البلدان نوشته‌است که شادیاخ؛ نام شهر نیشابور، مادر شهرهای خراسان، در زمان ماست. در برخی منابع از این شهر به نام شادکاخ یاد شده‌است.

#### نام‌های دیگر
سَمَنجور (سمنگور) نیسایا (نسایا)، نیسافور (نیسه‌فور)، ایرانشهر نام‌های دیگری است که در منابع جغرافیایی و تاریخی گوناگون، بر گستره جغرافیایی نیشابور، اطلاق گردیده‌است.

### نام‌های آیینی
جای‌نام‌های آیینی یا دینی (Theotoponyms) دربرگیرندهٔ اصطلاحات مذهبی و واژه‌های منتسب به دین، مقدسین و شخصیت‌های مذهبی یا کلماتی که مفهوم دینی دارند می‌باشد. نقش‌آفرینی نیشابور به عنوان شهر همزیستی دین‌ها و کیش‌های گوناگون و جایگاه تبادل و تطور فرهنگ‌ها و اندیشه‌ها؛ با ویژگی‌های برجسته‌ای همچون مقر اسقف نسطوریان و اهمیت آیینی در کیش مزدیسنا بخاطر نزدیکی به آتشکده آذر برزین‌مهر (در شمال غربی این شهر) در دوران ایران باستان، همبودگاه اندیشه‌ها و آراء فرقه‌ها و مذاهب کلامی و فقهی اسلامی و یکی از مراکز عمده علمی و دینی جهان اسلام؛ در کالبد نام‌های آیینی همچون رئونت، مدینةالرضا و … پدیدار شده‌است.

#### رئونت
رَئِوَنْت [Raēvant]؛ نام مزدیسنایی بوم نیشابور؛ نام این دیار در اوستا (کهن‌ترین دفتر ایرانی) و همچنین نام یکی از محلات قدیم نیشابور (ابرشهر) است که به واسطه آتشکده معروف آذر برزین‌مهر، زیارتگاه مشهور ایران قدیم بوده این آتشکده، بر روی کوه ریوند در شمال غربی نیشابور قرار داشته و در کتاب دین مزدیسنا (اوستا)، از این کوه در کنار چند آذر، ایزد، دریاچه و کوه مقدس دیگر یاد شده و بر آنان، ستایش و نیایش و خوشنودی و آفرین خوانده‌است.

#### مدینةالرضا
مَدینَةُالرِّضا [Madina-to-Rezā]؛ نام آیینی و یادمانی است برای نیشابور که به واقعهٔ تاریخی حضور امام هشتم شیعیان در سال ۲۰۰ هجری قمری در این شهر و رویدادهای مرتبط با آن، اشاره می‌نماید. در دوران معاصر، پیشینه حضور علی بن موسی الرضا در نیشابور، مورد توجه قرار گرفته و این نام، در یادکرد و معرفی این پیشینه و نیز جایگاه این شهر در تاریخ و مذهب تشیع، در منابع اطلاع‌رسانی و گزارش‌های خبری، مورد استفاده قرار می‌گیرد. در این راستا، در روز دهم تیرماه به عنوان سالروز ورود امام رضا به نیشابور و خراسان، آیین ویژه‌ای برگزار می‌شود. دهم تیرماه، بر پایه مصوبه ۶۳ شورای فرهنگ عمومی استان خراسان رضوی، با عنوان روز ملی خراسان نامگذاری شده‌است.

### نام‌های توصیفی
نام‌های توصیفی (لقب‌ها)؛ نام‌ها یا عنوان‌های توصیفی است که در منابع گوناگون به نیشابور، نسبت داده شده‌است. از این دست نام‌های توصیفی می‌توان به خزانه مشرقین، تجارتخانه خاور و باختر، دارالعلم، دهلیز المشرق و دهلیز المغرب، معدن الفضلا و منبع العلما، شهر دورازه‌های خورشید، شهر فیروزه، نماد جاودانگی ایرانشهر، شکوه تمدن ایران‌زمین، چشم خراسان، جهانشهر دارالملک، دارالاماره، شادجهان … در جدول زیر، به زمینه معنایی شماری از این لقب‌ها اشاره شده‌است.
| نام توصیفی                  | زمینه نام                                                                                               |
| --------------------------- | --- |
| خزانه مشرقین                | موقعیت ممتاز تجاری و بازرگانی در سده‌های نخستین تا میانه هجری[۱۰۷]                                       |
| دارالعلم                    | موقعیت ممتاز و مرکزیت علمی و دانشگاهی در دوره اسلامی[۱۰۸]                                               |
| تجارتخانه خاور و باختر      | موقعیت ممتاز تجاری و بازرگانی در سده‌های نخستین تا میانه هجری[۱۰۹]                                       |
| فشرده‌ای از ایران بزرگ       | پیشینه تاریخی و فرهنگی[۱۱۰]                                                                             |
| دهلیز المشرق و دهلیز المغرب | موقعیت جغرافیایی ژئواستراتژیک در سده‌های هجری[۱۱۱]                                                       |
| معدن الفضلا و منبع العلما   | شمار بالای اندیشمندان، دانشمندان، عالمان و مراکز علمی در سده‌های اسلامی[۱۱۲]                             |
| شهر دورازه‌های خورشید        | معماری شهر در دوره ساسانی؛ با چهار دروازه که هر یک در زمانی ار روز، رو به سوی خورشید داشته‌اند[۱۱۳]      |
| شهر فیروزه                  | همزاد بودن نام فیروزه با نام نیشابور؛ وجود شاخص‌ترین معدن شاخص‌ترین فیروزه جهان در شمال غربی نیشابور[۱۱۴] |
| نماد جاودانگی ایرانشهر      | پیشینه و نقش‌آفرینی در تاریخ ایران[۱۱۵]                                                                  |
| شکوه تمدن ایران‌زمین         | برند رسمی نیشابور معاصر؛ برگرفته از هویت تاریخی و فرهنگی آن[۱۱۶]                                        |